# Independiente Barranquilla Futsal
El Independiente Barranquilla Futsal es un club de futsal de la ciudad de Barranquilla que participa en la Liga Colombiana de Fútbol Sala. Se fundó durante el segundo semestre del año 2012. En el 2023 ganaron su primer título de liga en Cúcuta frente a Cúcuta Futsal F.C. En febrero de 2024 consiguieron el título de Super Liga Betplay Futsal frente a Sport Team de Bogotá el cual les dio un cupo para la Copa Libertadores de Futsal 2024 en Argentina, donde terminaron en el 4to lugar.

## Historia
En el segundo semestre de 2012, luego del retiro del patrocinio por la parte de Universidad Autónoma del Caribe Fútbol Club, el presidente del club, Álvaro Lora, mantuvo una base de jugadores de la Selección Atlántico de Fútbol Sala y bautizó al equipo con el nombre de Barranquilla Futsal con el apoyo de la Liga de fútbol del Atlántico.
En 2015 se cambia el nombre del equipo pasando a llamarse Independiente Barranquilla Futsal. Es el único equipo de la costa caribe colombiana en ser campeón de liga y participar en la Copa Libertadores de Futsal.

## Participaciones
| Temporada | Posición                          | Nombre                     |
| --------- | --------------------------------- | -------------------------- |
| 2011-I    | Subcampeón                        | Uniautónoma                |
| 2011-II   | Cuartos de final                  | Uniautónoma                |
| 2012-I    | Semifinal                         | Uniautónoma                |
| 2012-II   | Cuartos de final                  | Barranquilla Futsal        |
| 2013-I    | Semifinal                         | Barranquilla Futsal        |
| 2013-II   | Fase de grupos                    | Barranquilla Futsal        |
| 2014-I    | Fase de grupos                    | Barranquilla Futsal        |
| 2014-II   | Fase de grupos                    | Barranquilla Futsal        |
| 2015-I    | Fase de grupos                    | Independiente Barranquilla |
| 2015-II   | Fase de grupos                    | Independiente Barranquilla |
| 2016-I    | Cuartos de final                  | Independiente Barranquilla |
| 2016-II   | Cuartos de final                  | Independiente Barranquilla |
| 2017-I    | Fase de grupos                    | Independiente Barranquilla |
| 2017-II   | Fase de grupos                    | Independiente Barranquilla |
| 2018-I    | Cuartos de final                  | Independiente Barranquilla |
| 2018-II   | Semifinales                       | Independiente Barranquilla |
| 2019      | Octavos de final                  | Independiente Barranquilla |
| 2020      | No se realizó                     | Independiente Barranquilla |
| 2021      | Fase de grupos                    | Independiente Barranquilla |
| 2022-I    | Fase de grupos                    | Independiente Barranquilla |
| 2023 II   | Campeón Liga Betplay Futsal       |                            |
| 2024      | Campeón Super Liga Betplay Futsal |                            |

## Palmarés

### Títulos nacionales
| Título                    | País     | Temporada |
| ------------------------- | -------- | --------- |
| Liga Betplay Futsal       | Colombia | 2023 II   |
| Super Liga Betplay Futsal | Colombia | 2024      |